# Église Saint-Cyrille-Saint-Méthode de Paris
Pour les articles homonymes, voir Église Saints-Cyrille-et-Méthode.
L'église Saint-Cyrille-Saint-Méthode est une église catholique située 124, rue de Bagnolet dans le 20e arrondissement de Paris.

## Présentation
C'est l'un des édifices religieux de la paroisse catholique de Saint-Germain de Charonne. Il y a deux églises sur cette paroisse : celle dont l'origine remonte au Moyen Âge (Saint-Germain) ; et se situant en face, cette église Saints-Cyrille-et-Méthode (1935-1963) ; plus la chapelle de la Croix-Saint-Simon, proche de l’hôpital du même nom. L'édifice a été conçu par l'architecte Henri Vidal (1895-1955).
L'église est dédiée aux saints Cyrille et Méthode, co-patrons de l'Europe.
Un vitrail est l'œuvre de Pauline Peugniez.
Cette église abrite aussi l’aumônerie catholique croate de Paris avec un aumônier.

### Articles liés
- Église Saint-Germain de Charonne
- Liste des édifices religieux de Paris
- Archidiocèse de Paris